# Arsham Parsi
Arsham Parsi (Xiraz, província de Fars, Irã, 20 de setembro de 1980) é um ativista iraniano em defesa dos homossexuais no Irã, que é diretor-executivo do site Iranian Railroad for Queer Refugees (Organização dos Pederastas Iranianos), considerado como umas das maiores líderes de oposição ao regime tirânico islâmico iraniano.
Por volta dos anos 90, chegou ter comportamento homossexual, embora afirme ser islâmico.
Em 2001, iniciou a rede de defesa dos gays por e-mail no Irã, que com passar do tempo cresceu até receber ameaças de ser ativista em 2005, enquanto trabalhava pela defesa em casa. O telefone de Parsi foi divulgado e a polícia rastreou as mensagens.
Quando descobriu, deixou o Irã em dois dias, passando pela Turquia para pedir asilo no Canadá. Mora atualmente na cidade de Toronto.
Ficou conhecido internacionalmente no dia 25 de setembro de 2007, um dia depois que o presidente iraniano Mahmoud Ahmadinejad declarar que não há homossexuais no Irã. Parsi declarou o contrário, denunciando que além da existência dos homossexuais no país (como qualquer em existência de todos os países do mundo), existe a perseguição contra eles (já que o livro Alcorão, considera prática da homossexualidade inaceitável, já que Deus criou o homem e a mulher, nada mais além disso). Ele divulgou duas fotos do site que o mantém, de dois homossexuais iranianos (que fugiram para Turquia), com as costas chicoteadas.
Alguns países muçulmanos punem com morte, outros com prisão, já outros até internação para “desomossexualizar”.

## Referencias
- IRÃ: Gays denunciam perseguição
- Com medo de morrer, homossexuais fogem do Irã
- Homossexualismo é punido com pena de morte no Irã, diz ativista